# Шульгино (Дмитровский городской округ)
Шульгино — деревня в Дмитровском районе Московской области, в составе сельского поселения Синьковское. Население — 14 чел. (2010). До 2006 года Шульгино входило в состав Бунятинского сельского округа.

## Расположение
Деревня расположена в западной части района, примерно в 16 км к северо-западу от Дмитрова, на водоразделе речки Бунятка и ещё одного, безымянного, левого притока Яхромы, высота центра над уровнем моря 157 м. Ближайшие населённые пункты — Хвостово на востоке, Мисиново на юго-западе и Насоново с Бунятино на западе.

## Население
| 2002 | 2006 | 2010 |
| ---- | ---- | ---- |
| 10   | ↗11  | ↗14  |